# Kushiroite
La kushiroite (simbolo IMA: Ks) è un raro minerale della famiglia degli inosilicati appartenente al gruppo del pirosseno con la composizione chimica idealizzata CaAlAlSiO6.
In una fase iniziale della formazione del nostro sistema solare, la kushiroite quasi pura si è cristallizzata durante il rapido raffreddamento delle goccioline di fusione ricche di calcio-alluminio nei meteoriti condritici. La località tipo è il meteorite Allan Hills 85085 (ALH 85085) proveniente dalle Allan Hills nella Terra Vittoria in Antartide, in cui la kushiroite si trova insieme alla grossite e alla kushiroite ricca di titanio.

## Etimologia e storia
Dall'inizio del XIX secolo, i pirosseni contenenti alluminio sono noti come fassaiti. Inizialmente, il termine fassaite è stata usata per riferirsi alle zeoliti bruno-rossastre della Val di Fassa.
Il contenuto caratteristico di alluminio e ferro ferrico (Fe3+) senza il corrispondente contenuto di sodio è stato confermato 60 anni dopo dal professore associato di mineralogia e petrografia presso l'Università di Graz, Cornelio August Doelter, mediante le prime analisi chimiche di questi minerali. Doelter sottolineò il carattere chimicamente distinto della fassaite e successivamente il termine fu esteso per includere tutti i pirosseni di calcio contenenti alluminio e Fe3+, a basso contenuto di sodio da minerali metamorfici di arenaria calcarea.
Contemporaneamente a Doelter, Gustav Tschermak dell'Università di Vienna studiò le composizioni dei pirosseni e cercò di descriverli come cristalli misti di un insieme uniforme di composizioni terminali. Nel 1913, documentò la reazione di scambio accoppiato {\displaystyle {\ce {2Al = Mg + Si}}} in augiti ricche di alluminio, che in seguito fu chiamata sostituzione di Chermak in suo onore, così come il corrispondente, per lungo tempo ipotetico, membro terminale del pirosseno CaAlAlSiO6.
Dall'inizio del XX secolo, i contenuti massimi dei cationi trivalenti del diopside sono stati studiati a livello sperimentale. Nel 1953, ad esempio, E.R. Segnit dell'Università di Cambridge sintetizzò i diopsidi con il 10% in peso di ossido di alluminio (Al2O3) o l'8% in peso di ossido ferrico (Fe2O3) e J. De Neufville e J.F. Schairer sintetizzarono cristalli misti diopside-calcio-chermak con un massimo del 20% in peso di pirosseno calcio-chermak.
Allo stesso tempo, James Fred Hays nel 1966 presso l'Università di Harvard a Cambridge (Massachusetts) e Ken-ichi Hijikata e Kenzo Yagi nel 1967 presso l'Università di Hokkaidō in Giappone determinarono l'intervallo di stabilità del pirosseno sintetico calcio-chermak.
Diopsidi con contenuti di ferro e alluminio sempre più elevati sono stati trovati anche in depositi naturali. Nel 1956, Knopf & Lee descrissero una fassaite di calcare metamorfico contenente spinello in cui 0,463 atomi di silicio per unità formula (apfu) erano sostituiti da alluminio e Donald R. Peacor nel 1967 descrisse la struttura di un pirosseno di una carbonatite con 0,494 apfu di alluminio nella posizione del silicio. Nel 1977, S. Gross documentò una fassaite di roccia pirosseno-wollastonite-anortite della formazione pirometamorfica Hatrurim a Tarqumiya (Palestina) con 0,6 apfu di alluminio in posizione di silicio e 0,41 apfu di Fe3+ Nel 1980, Joseph D. Devine e Haraldur Sigurðsson scoprirono una fassaite contenente oltre il 40% di pirosseno di chermak di calcio.
Il nome fassaite è stato screditato nel 1989 dalla Commissione sui nuovi minerali e nomi dei minerali (CNMMN) dell'Associazione Mineralogica Internazionale (IMA).
I pirosseni con contenuti ancora più elevati della molecola calcio-chermak sono noti dagli anni '70 dalle inclusioni del meteorite Allende e, ad esempio, Steven B. Simon e collaboratori hanno pubblicato analisi del pirosseno nel 1998 da inclusioni ricche di calcio-alluminio (CAI) di vari meteoriti che contenevano 20-82 mol% di pirosseni di chermak di calcio. Ci sono voluti altri 11 anni prima che Makoto Kimura e collaboratori introducessero la kushiroite come pirosseno di calcio-chermak come minerale indipendente, cosa che avvenne nel 2009. Lo chiamarono così in onore di Ikuo Kushiro, professore emerito dell'Università di Tokyo, in riconoscimento dei suoi studi sperimentali sui silicati e sul pirosseno di calcio-chermak.

## Classificazione
Nella classificazione strutturale dell'Associazione Mineralogica Internazionale (IMA), la kushiroite appartiene ai pirosseni di calcio del gruppo del pirosseno, insieme all'augite, alla burnettite, alla davisite, alla diopside, all'esseneite, alla petedunnite, alla grossmanite, all'hedenbergite, alla johannsenite e alla tissintite.
La nona edizione della sistematica mineraria di Strunz, in vigore dal 2001 e aggiornata dall'Associazione Mineralogica Internazionale (IMA) fino al 2009, elenca la kushiroite nella classe dei "silicati e germanati" e lì nella sottoclasse degli inosilicati. Questa divisione è ulteriormente suddivisa in base al tipo di formazione della catena, in modo che il minerale sia classificato in base alla sua struttura nella suddivisione "Inosilicati con catene singole di periodo 2, Si2O6; famiglia del pirosseno", dove insieme ad augite, diopside, esseneite, petedunnite, hedenbergite e johannsenite forma il sistema nº 9.DA.15.
Tale classificazione resta invariata anche nell'edizione successiva, proseguita dal database "mindat.org" e chiamata Classificazione Strunz-mindat.
La classificazione dei minerali Dana, utilizzata principalmente nel mondo anglosassone, classifica la kushiroite nella classe dei "silicati e germanati" e lì nella sottoclasse dei "minerali silicati a catena". Lo si trova insieme a diopside, hedenbergite, augite, johannsenite, petedunnite e davisite nel gruppo dei "Clinopirosseni C2/c (Ca-clinopirosseni)" con il sistema nº 65.01.03.8 all'interno della suddivisione "Silicati a catena: Catene semplici non ramificate, W=1 con catene P=2".

## Chimica
La kushiroite con la composizione idealizzata {\displaystyle \mathrm {^{[M2]}Ca^{[M1]}Al^{3+}\,^{[T]}(AlSi)O_{6}} } è l'analogo alluminio-alluminio della diopside {\displaystyle \mathrm {(^{[M2]}Ca\,^{[M1]}Mg\,^{[T]}Si_{2}O_{6})} }, dove {\displaystyle \mathrm {[M2],[M1]} } e {\displaystyle {\ce {[T]}}} sono le posizioni nella struttura del pirosseno.
Le composizioni della kushiroite e della kushiroite di titanio co-occorrenti dalla località tipo sono:
- {\displaystyle \mathrm {^{[M2]}Ca_{1,008}\,^{[M1]}(Al_{0,878}^{3+}Mg_{0,094}Fe_{0,034}^{2+})\,^{[T]}(Si_{1,079}Al_{0,921})O_{6}} }
- {\displaystyle \mathrm {^{[M2]}Ca_{1,000}\,^{[M1]}(Al_{0,579}^{3+}Ti_{0,190}^{4+}Ti_{0,084}^{3+}Mg_{0,105}Fe_{0,041}^{2+})\,^{[T]}(Si_{0,956}Al_{1,044})O_{6}} }

L'incorporazione del titanio nella kushiroite avviene secondo le reazioni di scambio:
- {\displaystyle \mathrm {^{[M1]}Al^{3+}=\,^{[M1]}Ti^{3+}} } (grossmanite)
- {\displaystyle \mathrm {^{[M1]}Al^{3+}+^{[T]}Si^{4+}=\,^{[M1]}Ti^{4+}+\,^{[T]}Al^{3+}} }

La kushiroite forma anche cristalli misti con diopside, egirina ed esseneite:
- {\displaystyle \mathrm {^{[M1]}Al^{3+}+\,^{[T]}Al^{3+}=\,^{[M1]}Mg^{2+}+\,^{[T]}Si^{4+}} } (diopside)
- {\displaystyle \mathrm {^{[M2]}Ca^{2+}+\,^{[M1]}Al^{3+}+\,^{[T]}Al^{3+}=\,^{[M2]}Na^{+}+^{[M1]}Fe^{3+}+\,^{[T]}Si^{4+}} } (egirina)
- {\displaystyle \mathrm {^{[M1]}Al^{3+}=\,^{[M1]}Fe^{3+}} } (esseneite)

I pirosseni ricchi di kushiroite sono stati finora rilevati solo nei meteoriti. I clinopirosseni terrestri raramente contengono più del 20 mol% di kushiroite e i livelli di kushiroite aumentano con la pressione e la temperatura.

## Abito cristallino
La kushiroite cristallizza con simmetria monoclina nel gruppo spaziale C2/c (gruppo nº 15) con 4 unità di formula per cella unitaria. I parametri reticolari dell'elemento terminale sintetico sono a = 9,609(3) Å, b = 8,652(2) Å, c = 5,274(2) Å e β = 106,06(2)°. Anche gli studi strutturali sulla kushiroite naturale, quasi pura, da vari meteoriti sono coerenti con questi valori.
La struttura è quella del clinopirosseno. Il silicio (Si4+) e l'alluminio (Al3+) occupano la posizione {\displaystyle {\ce {T}}} tetraedrica circondata da 4 ioni ossigeno, il calcio (Ca2+) occupa la posizione ottaedrica {\displaystyle \mathrm {M2} } circondata da 6 ossigeni e la posizione {\displaystyle \mathrm {M1} }, anch'essa coordinata ottaedrica, è occupata dall'alluminio (Al3+).

## Origine e giacitura
La kushiroite è stabile ad alte temperature e pressioni. Al di sotto dei 10 kbar, la kushiroite viene estratta in anortite, gehlenite e corindone. A basse temperature o alte pressioni oltre una linea di 1000 °C/10 kbar e 1500 °C/25 kbar, la kushiroite si degrada in grossularia e corindone e, a temperature superiori a 1400 °C, la kushiroite fonde in modo incongruente in fusione e corindone. La formazione di cristalli misti con diopside espande il campo di stabilità a temperature e pressioni più basse. L'incorporazione di egirina stabilizza la kushiroite a temperature più basse e pressioni più elevate.
In contrasto con questi risultati sperimentali, la kushiroite quasi pura è stata trovata in inclusioni ricche di calcio e alluminio (CAI) di condriti carbonacee, dove si è formata a pressioni molto basse di 0,001 bar (o meno), alte temperature e condizioni estremamente riducenti. Alcuni autori ipotizzano quindi una formazione metastabile di kushiroite nella nebulosa presolare durante la fase iniziale della formazione del sistema solare.
D'altra parte, i calcoli di equilibrio termodinamico mostrano che la kushiroite si forma durante il raffreddamento della nebulosa presolare da ~1430 °C quando la melilite reagisce con una fase gassosa calda, contenente silicio e magnesio. Secondo questi calcoli, l'anortite che ci si aspetta secondo i risultati sperimentali, insieme al pirosseno ricco di diopside, si forma solo con un ulteriore raffreddamento a ~1370 °C e una progressiva condensazione del silicio.

### Meteorite
La località tipo è il meteorite Allan Hills 85085 (ALH 85085), una condrite carbonacea proveniente dalle Allan Hills nella Terra Vittoria, nell'Antartide orientale, in Antartide. La kushiroite è stata scoperta qui nelle inclusioni ricche di calcio e alluminio (CAI), dove si trova in concomitanza con la grossite e un cristallo misto di grossmanite-kushiroite ricco di titanio.
Nel meteorite Allende, la kushiroite quasi pura è stata rilevata nella regione interna di un soffice CAI. Si presenta qui come un'inclusione nella gehlenite, insieme a hibonite, perovskite, corindone, grossmanite, spinello, grossularia, anortite e nefelina.
I CAI contenenti kushiroite sono stati trovati anche nel meteorite Murray CM2. Si tratta di goccioline di fusione che si sono cristallizzate in kushiroite e hibonite.
Nella condrite carbonacea Acfer 214 CH, che è stata trovata nel 1991 nell'area desertica di Tanezrouft nella provincia di Tamanrasset in Algeria, la kushiroite si trova anche in un CAI fuso. I minerali complementari includono l'hibonite, l'addibischoffite di ossido di Ca-Al recentemente scoperta, la perovskite, la kushiroite ricca di Ti, lo spinello, la melilite, l'anortite e piccole quantità di metallo Fe-Ni.

### Skarn
Il più antico sito conosciuto di fassaite sono i Monti Monzoni in Val di Fassa, in Trentino-Alto Adige (Italia), di cui le analisi chimiche sono state pubblicate già nel 1877. Il contenuto di alluminio di queste stringhe di fassaite è ~10% in peso di ossido di alluminio e 5-10% in peso di ossido ferrico, che corrisponde a circa il 15-20% in peso della kushiroite.
Cristalli misti di diopside con una proporzione comparabile della componente Ca-chermak (kushiroite) sono stati descritti da numerosi skarn. La frazione diopside delle fassaiti predomina quasi sempre e, a seconda della composizione delle rocce madri, contengono diverse proporzioni di esseneite. I clinopirosseni, in cui predomina il contenuto di kushiroite, sono molto rari nelle rocce terrestri.
Dagli endoskarn grossulari della wollastonite di Cornet Hill nell'area di Magureaua Vaţei vicino a Vaţa Bai nei Monti Apuseni, in Romania, sono stati descritti relitti di clinopirosseni a dominanza di kushiroite ed esseneite con contenuti di diopside a volte inferiori al 30 mol-% e fino al 38 mol-% di kushiroite. Si presentano come piccole inclusioni nella wollastonite, insieme alla calsilite.
Un cristallo misto di clinopirosseno contenente il 45% di kushiroite, il 37% di diopside e il 15% di esseneite è stato trovato in uno xenolite calsilicato proveniente dai depositi di un flusso piroclastico del vulcano La Soufrière a St. Vincent, nelle Piccole Antille. I minerali associati sono il granato grossularia e andradite, la wollastonite, l'anortite e la calcite.

### Pirometamorfosi
Al Knapp Ranch nella contea di Lewis and Clark, nel Montana, la fassaite si trova in una roccia calcarea pirometamorfica insieme a spinello, granato, clintonite e tracce di biotite e muscovite. Il contenuto di kushiroite qui è del 22 mol-% con il 17 mol-% di esseneite.
Nella formazione pirometamorfica di Hatrurim, il clinopirosseno ricco di essenite con il 22% di kushiroite si trova vicino a Tarqumiya, a nord di Hebron in Cisgiordania, nei Territori palestinesi. I minerali associati sono l'anortite, la wollastonite, la gehlenite e, come inclusione, la magnetite.
La paragenesi minerale comparabile si forma nei cumuli di scarti delle miniere di carbone quando sono stati alterati pirometamorficamente da incendi. I pirosseni che si formano qui sono per lo più ricchi di ferro e il contenuto di kushiroite può raggiungere il 37 mol%.

## Forma in cui si presenta in natura
La kushiroite forma cristalli incolori di pochi micrometri di dimensione.